# خوسيه مانويل دياز (دراج)
خوسيه مانويل دياز (بالإسبانية: José Manuel Díaz Gallego)‏ هو دراج إسباني، ولد في 18 يناير 1995 في مدينة جيان في إسبانيا.

## وصلات خارجية
- خوسيه مانويل دياز على موقع الاتحاد الدولي للدراجات (الإنجليزية)
- خوسيه مانويل دياز على موقع أرشيف الدراجات (الإنجليزية)
- خوسيه مانويل دياز على موقع إحصائيات الدراجات الإحترافية (الإنجليزية)
- خوسيه مانويل دياز على موقع نسبة الدراجات (الإنجليزية)